# Zacharias Heyns

Kopergravure van Zacharias Heyns met daaronder een lofdicht op Heyns als dichter door Joost van den Vondel (Universiteit van Amsterdam, OTM: Pr E 2827 b)

Titelpagina van het werk Voorbeelsels der oude wyse uitgegeven door Zacharias Heyns waarop zijn drukkersmerk met de drie hoofddeugden te zien is (Universiteit van Amsterdam, OTM: O-61 8012)

Zacharias Heyns (ca. 1566, Antwerpen – ca. 1638, Zwolle) was een zestiende-eeuwse uitgever en boekverkoper en auteur van gedichten en proza. Van Antwerpen verhuisde hij naar Amsterdam om daar zijn boekbedrijf te vestigen. Later zou hij naar Zwolle trekken waar hij provinciedrukker van de Staten van Overijssel werd (1607-1629). Ook was hij vermoedelijk een van de voornaamste stichters van de Brabantse rederijkerskamer ‘Het Wit Lavendel’ die gevestigd was in Amsterdam.

## Biografie

### Heyns' jaren in Antwerpen (ca. 1566- ca. 1592/1594)
Omstreeks 1566 werd Zacharias Heyns geboren als zoon van de Franse schoolmeester Peeter Heyns en van Anne Smits. Waar al zijn broers en zussen net als zijn vader het onderwijs in gingen, koos Zacharias Heyns voor een andere richting. In de jaren 1585-1590 ging Heyns dankzij zijn vader in de leer bij Jan Moretus, de schoonzoon van Christoffel Plantijn. Hij werd echter niet opgeleid als boekdrukker, maar leerde vooral veel over het reilen en zeilen van de boekhandel. Als zijn hele familie naar Duitsland, meer precies naar Keulen, vlucht na de Val van Antwerpen in 1585, blijft Heyns bij Moretus. In 1590 verlaat hij Moretus echter en begint hij zijn eigen bedrijf bij zijn ouders in Keulen. Daar is hij vooral werkzaam als leverancier van schoolboeken voor Keulse schoolmeester, zoals blijkt uit een rekeningboeken van Moretus uit 1591, waarin bestellingen van Heyns zijn opgenomen. Hoewel hij mogelijk eerst een boekbedrijf in Keulen heeft willen beginnen, komt hij echter uiteindelijk in Amsterdam terecht.

### Heyns in het Amsterdamse boekbedrijf (ca. 1592/1594-1606)
Tussen 1592 en 1594 moet Zacharias Heyns zich als boekhandelaar- en uitgever gevestigd hebben in Amsterdam. De eerste vermelding van zijn boekhandel, aanvankelijk gevestigd "aan ‘t Water, by d’Oude Brugghe" (1597) en later aan "de Warmoestraet" (1599), dateert uit 1594. Zijn boekhandel zou te herkennen zijn aan zijn uithangbord met ‘Drie Hooft-deuchden’, met daarop de afbeelding die later bekend zou worden als het drukkersmerk van Zacharias Heyns. Hij trouwde daar met Anna Hureau, de dochter van Martin Hureau en de kleindochter van Pieter Pellicorne, beide zeer vermogende kooplieden in Venetië. Hierdoor werd Heyns onderdeel van een koopliedennetwerk in West-Europa dat zich uitstrekte van Duitsland tot Italië. Er is weinig bekend over de kinderen die uit dit huwelijk voortkwamen, behalve dat de zoon van Zacharias Heyns zou trouwen met de dochter van zijn goede vriend Willem Bartjens. In zijn Amsterdamse jaren was Heyns een van de voornaamste stichters van de rederijkerskamer Het Wit Lavendel, waarvoor hij ook enkele rederijkersspelen schreef, zoals het Sinnespel van de Dry Hooftdeuchden (1625) en de Vriendts-Spieghel (1602), een dramatisering van Giovanni Boccaccio’s Decamerone.
Van Zacharias Heyns wordt vaak gezegd dat hij boekdrukker was, maar vermoedelijk was hij veeleer een boekhandelaar dan wel uitgever en besteedde hij het drukken uit aan anderen. Hij had oog voor de markt waarin hij zijn boeken uitbracht. Aanvankelijk gaf Heyns vooral pedagogische en stichtelijke literatuur uit, zoals schoolboeken van zijn eigen vader Peeter Heyns, en Nederlandse vertalingen van Franse en Latijnse boeken, waarbij hij zijn blik richtte op de internationale markt. Zijn boeken spraken echter aanvankelijk niet het groeiende Amsterdamse publiek aan, die steeds meer behoefte hadden aan luxe, grotere boeken met mooie gravures, en kenmerkend voor Heyns is dat hij de wensen van het Amsterdamse publiek goed aanvoelde. Het Amsterdamse publiek had behoefte aan genres van allerlei aard, zoals embleemboeken, fabelboeken, Bijbelse epiek, reisverhalen of geografische boeken. Vanaf 1599 lijkt hij zich dan ook op een nieuw, meer lokaal Amsterdams publiek te richten. Zo brengt hij in 1599 de pocketatlas de Nederlandtschen Landtspiegel uit, een genre dat Plantijn in Antwerpen geïntroduceerd had, en in 1600 was Heyns een van de eerste uitgevers die met een reisverhaal kwam, getiteld Wijdloopigh Verhael van ‘tghene de vijfschepen wedervaren is. Dat Heyns de markt echter goed aanvoelde, blijkt uit het feit dat hij in 1616 de werken van de onder Nederlandse dichters zeer populaire Franse protestantse dichter Guillaume de Saluste du Bartas vertaalde in De Weke. Hij speelde continu in op de wensen van het publiek waarvoor hij boeken uitgaf.
Heyns draaide zijn hand er niet voor om de teksten zelf te vertalen of zelfs te schrijven als deze niet voor handen waren. Hierdoor bleef hij aan de wensen van de Amsterdamse kopers voldoen. Ongeveer een derde van de door hem uitgegeven werken schreef hij zelf. Dit maakte uiteindelijk dat Heyns in de jaren 1594-1600 met 28 uitgegeven edities de derde belangrijkste uitgever zou zijn in Amsterdam na Cornelis Claesz. en Laurens. Jacobsz. Heyns was echter zelf geen drukker, waardoor hij vaak samenwerkte met drukkers, zoals met Gillis van den Rade uit Franeker om ook de internationale markt te bereiken, maar ook met lokale drukkers als Gillis Rooman, Hendrick Lodewijks van Haestens, Salomon de Roy en Herman (II) van Borculo. Na 1600 laat hij de meeste van zijn werken in Amsterdam drukken bij Herman de Buck, Nicolaes Biestkens, Barent Otsz, Paulus Aertsz. van Ravesteyn en Broer Jansz.
Zacharias Heyns maakte gebruik van een herkenbaar drukkersmerk, dat hij heel tactisch heeft gekozen zodat het in een tijd, waarin men geacht werd om zich te conformeren aan een bepaalde godsdienst, zowel door de protestanten als door de katholieken geaccepteerd zou worden. Zijn drukkersmerk, door hem de ‘Hooftdeuchden’ genoemd, toont drie vrouwen die een naakte man leiden. De attributen van de drie vrouwen hebben betrekking op de drie kardinale deugden: Geloof (het kruis), Hoop (het anker) en Naastenliefde (de kleine kinderen). Deze drie deugden spelen een grote rol in het christendom. Als spreuk koos hij voor ‘Sic itur ad astra’. Doordat Heyns zijn boekhandel noemde naar zijn drukkersmerk, zowel in Amsterdam als in Zwolle, legde hij een link tussen beide.

### De Zwolse jaren van Heyns (1606-1638)
Van de Zwolse jaren van Zacharias Heyns is helaas weinig bekend. In 1606 vestigt Heyns zich in Zwolle waar hij van 1607-1629 werkzaam was als provinciedrukker van de Staten van Overijssel, zoals blijkt uit Het Const-thoonende juweel by de loflijcke stadt Haerlem ten versoecke van Trou, moet blijcken in ’t licht gebracht dat hij daar uitgaf (1607). Dit zeer bekende rederijkerswerk, met daarin alle zinnespelen die geschreven zijn voor het Haarlemse landjuweel in 1606 met onder andere een werk van Heyns zelf die nog lid was van Het Wit Lavendel, won destijds de hoogste prijs.
Heyns lijkt in deze jaren niet meer zo actief als uitgever, hoewel hij wel nog enkele van zijn werken in eigen beheer uitgeeft. Zijn vrouw Anna zou in 1608 zoveel geërfd hebben dat Heyns meer tijd had om zelf te schrijven. In 1616 gaf hij een van zijn voornaamste werken uit, namelijk een Nederlandse vertaling van De Weke van Guillaume de Saluste, waarvan na enkele jaren nog een tweede uitgave verscheen (1621). Hierin vinden we ook een portret van Heyns zelf met een bijschrift van Joost van den Vondel. Ook vertaalde Heyns in deze jaren enkele belangrijke prozawerken, zoals de Oorloghs-practijck van Praissac (1623) en de Voorbeelsels der oude wyse (1634). Ook gaf hij in 1625 veel embleembundels uit, geïnspireerd door de emblemata van Jacob Cats. In 1628 kwam er nog een vervolg op de Weke. Dat Heyns hierbij provinciedrukker was van de Staten van Overijssel blijkt uit de vele opdrachten van Heyns aan Overijsselse erudieten. In de werken die Heyns in zijn Zwolse periode uitgaf, treffen we zo nu en dan zijn drukkersmerk aan, soms met vermelding van zijn naam, zoals in de Voorbeelsels der oude wyse (1634).

## Gepubliceerde werken door Zacharias Heyns
- 1592: Uxor mempsigamos. Twee-spraeck van een goede huys-vrouwe, ende een quaet huys-wijf (door Erasmus)
- 1594: Antiquarius sive priscorum, et minus usitatorum vocabularum, brevies ac delucida interpretatio, ex optimis quibusque Latinae linguae auctoribus depromta
- 1595: Le miroir des escoliers, representant les bonnes et mauvaises meurs de toute la ieunesse
- 1595: Satyricorum celeberimi gravissimi difficilimi Satyrae
- 1595: Auli Persii Flacci satyricorum celeberrimi gravissimi, & difficilimi Satyrae VI
- 1597: Bucolica en Georgica, dat is, Ossen-stal en Landt-werck (vert. door Karel van Mander)
- 1597: Spieghel der Jonckheyt (vert. Miroir des Escoliers door Anthony Smyters)
- 1597, 1599: Uutnemende verclaringhe van de ruste ende verghenoeginghe des geestes oft des gemoedts
- 1599: Den Nederlandtschen landtspiegel
- 1599:  Het toonneel oft spiegel des aerdt-bodems (vert.)
- 1600: Wijdloopigh verhael van ’tghene de vijf schepen wedervaren is
- 1602: Vriendts-spieghel
- 1602: Pest-spieghel
- 1605: Cort onderwijs, van de acht deelen der Fransoischer talen tot nut ende voorderinghe der Nederlandscher ionckheyt (door Peeter Heyns)
- 1607: Het Const-Thoonende Juweel, by de loflijcke stadt Haerlem
- 1610: Het Dracht-tooneel van de gansche Wereld
- 1615, 1616: Emblemata, vol-sinnighe uytbeelsels.
- 1616: De vveke vanden edelen gheest-rijcken VVillem van Saluste, heere van Bartas
- 1617: zinnespel in het werk Vlaardings Redenryck-bergh
- 1621: De Tweede Weke
- 1623: Krychs-handelinge van Praissac
- 1625: Emblemata, Emblemes Chretiennes et Morales
- 1625: Emblemata of Sinnebeelden tot Christelijke bedenkinghen
- 1625: Sinnespel van de dry Hoofddeuchden
- 1625: Emblemata moralia of de sinnebeelden tot leere der zedicheyt
- 1625: Deuchdenschole ofte Spieghel der jonghe dochteren
- 1628: Vervolgh vande wercken van Bartas
- 1629: Belli detestatio. Ofte Oorlogs vervloeckinge (door Erasmus)
- 1629: Wegwyser ter Salicheyt
- 1634: Voorbeelsels der oude wyse